# Il romanzo di Ramses - L'ultimo nemico
L'ultimo nemico (Sous l'acacia d'Occident) è un romanzo storico del 1998 di Christian Jacq, quinto e ultimo volume della serie Il grande romanzo di Ramses che narra della vita di Ramesse II, il più celebre faraone d'Egitto.
In Italia il romanzo è uscito per opera della Arnoldo Mondadori Editore, con una prima edizione nel 1997 e una seconda nel 2016.

## Trama
Sono passati parecchi anni dalla morte di Nefertari, e ora Ramses, cinquantenne ancora in forma, continua a regnare sull'Egitto con a fianco la bella Iset quale sposa reale. Serramanna libera invece Uri-Teshup dal suo domicilio coatto al quale era precedentemente condannato; sempre odiando Ramses con tutto il proprio essere, l'ittita trova il siriano Raia e decide di allearsi con lui per tramare contro il Faraone. Con il suo aiuto, sposa facilmente Tanit, una vedova fenicia corpulenta conoscente di Raia, il cui patrimonio servirà ai due cospiratori per lanciare un'ondata di rivolte ai danni di Ramses. Alla cospirazione si unisce anche Malfi, il fratello di Ofir, che è riuscito a radunare sotto il proprio pugno di ferro i clan della Libia, deciso a distruggere l'Egitto vendicando così tutti quei secoli di offese subite dal suo popolo.
Intanto Asha, che ha da poco ricevuto un messaggio dall'imperatore ittita Hattusil, rivela a Ramses il volere del sovrano alleato: stufo di sentirsi come un suddito per l'Egitto, questi chiede al Faraone di sposare sua figlia e accettarla quale nuova grande sposa reale. Riluttante a ripudiare Iset, Ramses è deciso a non cedere al volere di Hattusil. Asha decide così di recarsi ad Hattusa per rivelare all'imperatore ittita e a sua moglie Putuhepa la scelta di Ramses, ma Hattusil non cede: o sua figlia diventa regina d'Egitto o ricomincerà la guerra. Durante il viaggio di ritorno, Uri-Teshup attacca la carovana di Asha e lo uccide di persona con la propria daga. Prima di morire, il diplomatico riesce a scrivere col proprio sangue sulla tunica la parola "No", sotto forma di un geroglifico: ha infatti previsto che Ramses denuncerebbe la pace con gli ittiti e attaccherebbe così Hattusil, credendolo il colpevole e assecondando i piani di Uri-Teshup, e ha quindi scritto quel geroglifico per evitare una nuova guerra. Il corpo di Asha viene ricondotto in Egitto con solenne cerimonia, e Ramses e Ameni, leggendo sulla tunica il "No" scritto dall'amico defunto, comprendono che non è stato Hattusil a compiere l'omicidio. La guerra non può comunque essere evitata, e Ramses si prepara a partire con il suo esercito, ma Serramanna chiede al sovrano di correre al palazzo reale, perché la bella Iset, pur di non causare una nuova guerra, ha preferito suicidarsi con i veleni di Setau così da permettere al marito di sposare la principessa ittita. È solo allora che Ramses accetta la pretesa di Hattusil.
Con grandi festeggiamenti giunge in Egitto la figlia dell'imperatore ittita, la quale, durante il matrimonio con Ramses, riceve il nome egizio di Maathorneferura, abbreviato in Mat-Hor. La giovane, che è vissuta per tutta la vita in una società molto diversa da quella egizia, è convinta di poter spadroneggiare tanto da ordinare che le vengano offerti i tesori del tempio. Disgustato dal comportamento della nuova moglie, Ramses la rimprovera e la reclude nell'harem di Merur, lasciandola così vivere in quella gabbia dorata. Uri-Teshup interviene e ha gioco facile a corromperla e tentare di colpire il Faraone, anche se l'intrigo va a vuoto. L'ittita in persona intanto continua a spadroneggiare sulla moglie Tanit, convinto com'è che le donne siano solo oggetti; spaventata dalle sue brutalità, la nobildonna decide di recarsi da Serramanna e gli rivela i piani del marito. Il guerriero sardo riesce allora a circondare la villa dell'ittita, ma questi riesce a fuggire in Libia dove continua la propria opera di distruzione al fianco di Malfi, che porta i due a devastare le fortezze di confine. Tornato dal suo viaggio in Fenicia, Ramses informa intanto Hattusil della sorte di Mat-Hor, e gli richiede non solo di condurre in Egitto un'altra fra le sue figlie, meno dispotica della prima, così da prenderla come nuova grande sposa reale, ma che la seguano l'imperatore e sua moglie; convinto da Putuhepa, Hattusil accetta, e in quell'occasione i popoli egizio e ittita fraternizzano per davvero e cessano di essere nemici.
Poco dopo, Ramses viene a sapere delle nefande operazioni di Malfi e Uri-Teshup, e muove contro di loro con il grosso del suo esercito. La seguente lotta con i guerrieri libici vede questi ultimi venire sopraffatti; durante la foga della battaglia, Merenptah uccide Malfi, mentre Serramanna si sacrifica per salvare la vita a Ramses, strozza a morte Uri-Teshup e rende la sua anima tra le braccia del Faraone. Dopo quest'ultimo combattimento, Ramses continua a regnare per molti altri anni. Alla fine della sua vita è vecchio, costretto quindi a camminare con un bastone, e ormai malato anche ai denti; i suoi amici, gli unici rimasti in vita, sono Setau, Loto e Ameni, mentre sono passati a miglior vita l'imperatore ittita Hattusil, sua moglie Putuhepa, Nebu il sommo sacerdote di Amon, Kha il primogenito di Ramses, e l'ebreo Mosè, che è riuscito a coronare il suo sogno di portare gli Israeliti nella Terra Promessa. Stanco per le lunghe imprese, seduto sotto un albero d'acacia, il Faraone guerriero muore carico d'anni; Ameni, che si trovava in sua compagnia, si dispera per la morte del suo antico amico, ma per onorarlo decide di scrivere la sua storia, in modo che nessuna generazione a venire dimentichi mai il Figlio della Luce.

## Personaggi
- Ramses: protagonista della serie letteraria, e Faraone d'Egitto. Vive inizialmente in solitaria dopo la morte di Nefertari.
- Ameni: amico del cuore di Ramses, da tempo divenuto suo scriba reale.
- Setau: altro amico di Ramses, diverrà viceré di Nubia.
- Asha: l'amico metà egiziano e metà siriano di Ramses, è suo Ministro degli Affari Esteri. Esperto diplomatico, tenterà di dissuadere Hattusil di costringere Ramses a ripudiare Iset, sua sposa reale.
- Loto: amica nubiana di Ramses, e moglie di Setau, anch'essa esperta di veleni.
- Mosè: l'amico israelita di Ramses, viene citato solo in alcuni capitoli a causa del suo Esodo, ma nell'ultimo capitolo riuscirà a raggiungere la Terra Promessa insieme al suo popolo.
- Seramanna: capo della guardia personale di Ramses.
- Iset: divenuta Grande Sposa Reale dopo la morte di Nefertari, aiuterà Ramses a mantenere la pace nella parte iniziale del romanzo.
- Hattusil: imperatore dell'Hatti, e fratello del defunto predecessore Muwattali.
- Putuhepa: moglie di Hattusil, divenuta regina dell'Hatti dopo la cacciata di Uri-Teshup, nipote del marito.
- Uri-Teshub: figlio del defunto imperatore Muwattali, progetta di vendicarsi di Ramses, di Asha e del proprio zio Hattusil, rei di averlo umiliato, e tenterà di ucciderli e toglierli le persone che hanno di più caro.
- Mat-Hor: principessa ittita, primogenita di Hattusil e Putuhepa, riceve il nome di Mat-Hor sposando Ramses. Si dimostrerà però arrogante, e ancor di più quando incitata da Uri-Teshup, che le inculca il senso dell'orgoglio ittita.
- Tanit: una donna fenicia, si innamorerà di Uri-Teshub a causa del suo aspetto, non immaginando che in realtà è un mostro pericoloso.
- Malfi: fratello di Ofir, è un esperto guerriero che farà di tutto pur di confederare le tribù libiche, pur di vendicare secoli di umiliazioni per mano dei Faraoni.
- Raia: mercante siriano, complice di Uri-Teshub, che aiuterà per ostacolare Ramses.

## Edizioni
- Christian Jacq, Il romanzo di Ramses - L'ultimo nemico, traduzione di Francesco Saba Sardi, Mantova, Mondadori, ottobre 1997,  p. 379, ISBN 978-8804448129.

- Christian Jacq, Il romanzo di Ramses - L'ultimo nemico, traduzione di Francesco Saba Sardi, I Miti, Mantova, Mondadori, agosto 1998, ISBN 9788804453536.

- Christian Jacq, Il romanzo di Ramses - L'ultimo nemico, traduzione di Francesco Saba Sardi, Oscar Grandi Bestsellers, Mantova, Mondadori, 5 aprile 2016,  p. 319, ISBN 978-8804662174.

## Curiosità
- In quest'ultimo capitolo, viene nominato il visir Pazair, apparentemente lo stesso protagonista della trilogia Il Romanzo di Kheops, trilogia scritta anch'essa da Christian Jacq, prima della pentalogia dedicata a Ramses.